# Judapest
Judapest je antisemitské, někdy i antimaďarské pojmenování Budapešti, které upozorňovalo na skutečnost, že významnou část obyvatelstva Budapešti na konci 19. a v první polovině 20. století tvořili Židé.  Poprvé ho použil Karl Lueger, který byl na přelomu devatenáctého a dvacátého století (1897 až 1910) vídeňským starostou. Výraz byl ve velkém měřítku přejímán extrémně pravicovým tiskem, nejvíce v průběhu druhé světové války. Adolf Hitler pojem používal k pomlouvání Maďarska a Maďarů.